# グレッグ・エリコ
グレッグ・エリコ（Greg Errico、1948年9月1日 - ）は、アメリカのミュージシャンにして音楽プロデューサーであり、人気と影響力のあるサイケデリック・ソウル/
ファンク・バンドのスライ&ザ・ファミリー・ストーンにおいてドラマーを務めたことで最もよく知られている。

## 略歴
エリコはカリフォルニア州サンフランシスコで生まれ育った。1966年12月、エリコはスライ&ザ・ファミリー・ストーンの創設メンバーであり、オリジナル・ドラマーであり、1971年にバンド内で混乱が続いていることを理由としてグループを辞めた最初のメンバーとなった。
エリコは1973年から1974年にかけてフュージョン・グループのウェザー・リポートでツアーを行ったが、このグループでスタジオ・レコーディングは行わなかった。彼のパフォーマンスは、ウェブサイト「Wolfgang's Vault」にてホストされているライブ・レコーディングで聴くことができる。ジョー・ザヴィヌルは、エリコ以上にザヴィヌルの曲「Boogie Woogie Waltz」を上手に演奏できる人はいないと語った。
エリコは1974年9月、『ダイアモンドの犬』1974年アメリカ・ツアーのためにデヴィッド・ボウイ・バンドに加わった。
エリコはその後、1972年6月7日にリリースされることとなるサンタナのカルロス・サンタナとバディ・マイルスとのライブで、またグレイトフル・デッドとコラボレーションを行った。1974年、ジェリー・ガルシア・バンドのドラムを務めるようになり、出入りはあったが1984年まで続いた。また、スライ&ザ・ファミリー・ストーンのラリー・グラハムに加えて、タワー・オブ・パワー・ホーンズや、ジャーニー、ポインター・シスターズのメンバーたちと、エリコがドラムとプロデュースを担当したベティ・デイヴィスのファースト・アルバムで共演している。彼はアイク・ホワイトの唯一のアルバム『チェンジン・タイムズ』をプロデュースしてドラムを叩いた。
エリコはいまだにサンフランシスコ・ベイエリアに住んでおり、演奏とプロデュースを続けている。彼の最近のプロジェクトの1つは、ジェイミー・デイヴィスのビッグバンドによるアルバムのプロデュースであった。また、2006年のグラミー賞で、スライ&ザ・ファミリー・ストーンのトリビュートとして、かつてのバンド・メイトのほとんどと一緒に演奏を行った。近年、彼は改編されたクイックシルヴァー・メッセンジャー・サーヴィスのためにドラムを演奏した。
スライ&ザ・ファミリー・ストーンのメンバーとして、エリコはウッドストックで演奏し、1993年にロックの殿堂入りを果たした。彼はスライ&ザ・ファミリー・ストーンの創設メンバー仲間であるジェリー・マルティーニ（サックス）と一緒に、ザ・ファミリー・ストーンと共にツアーを続けた。このバンドには、2015年に亡くなる前までスライ＆ザ・ファミリー・ストーンの元メンバーであるシンシア・ロビンソン（トランペット）も含まれていた。
エリコはそのキャリアを通じて、スリンガーランド、ラディック、DWなどのさまざまなドラムセットを演奏してきた。彼は現在、DWドラムとパイステ・シンバルを演奏している。
2014年の科学論文によると、エリコはこれまでのすべてのミュージシャンの中で、最高クラスなページランクの中心性、具体的には2番目に高い固有ベクトル中心性を持つミュージシャンである。

## ディスコグラフィ

### リーダー・アルバム
- 『サンフランシスコ・ジャイアンツ』 - San Francisco Giants (1978年、LAX/Trio) ※日本以外では、Giants名義でアルバム『Giants』として発売

### スライ&ザ・ファミリー・ストーン
- 『新しい世界』 - A Whole New Thing (1967年)
- 『ダンス・トゥ・ザ・ミュージック』 - Dance to the Music (1968年)
- 『ライフ』 - Life (1968年)
- 『スタンド!』 - Stand! (1969年)
- 『ウッドストック』 - Woodstock (1970年) ※サウンドトラック
- 『暴動』 - There's a Riot Goin' On (1971年)

### 参加アルバム
- ミッキー・ハート : Rolling Thunder (1972年)
- カルロス・サンタナ & バディ・マイルス : 『カルロス・サンタナ & バディ・マイルス! ライブ!』 - Carlos Santana & Buddy Miles! Live! (1972年)
- ベティ・デイヴィス : 『褐色のファンキー・クィーン』 - Betty Davis (1973年)
- ビル・ワイマン : 『モンキー・グリップ』 - Monkey Grip (1974年)
- 鈴木茂 : 『BAND WAGON』 - Band Wagon (1975年)
- アイク・ホワイト : 『チェンジン・タイムズ』 - Changin' Times (1975年)
- デヴィッド・ソウル : 『やすらぎの季節』 - David Soul (1976年)
- リー・オスカー : 『約束の旅』 - Lee Oskar (1976年)
- ビル・ワイマン : 『ストーン・アローン』 - Stone Alone (1976年)
- リー・オスカー : 『ビフォー・ザ・レイン』 - Before the Rain (1978年)
- ヒューバート・ロウズ : 『サイレンス』 - Say It with Silence (1978年)
- リー・オスカー : 『ザ・サード』 - My Road, Our Road (1980年)
- リズム・デヴィルズ : The Apocalypse Now Sessions (1980年)
- ピート・シアーズ : Watchfire (1988年)
- ハーヴィー・マンデル : Snakes & Stripes (1995年)
- イナフ・ズナフ : Seven (1997年)
- クレイヴィン・メロン : Red Clay Harvest (1998年)
- グレイトフル・デッド : The Closing of Winterland (2003年)
- ジェリー・ガルシア・バンド : Garcia Live Volume Five (2014年)
- デヴィッド・ボウイ : 『クラックド・アクター〜ライヴ・ロサンゼルス'74』 - Cracked Actor (Live Los Angeles '74) (2017年)